# Прионины
Усачи-прионины, или прионины (устар. «Прионы», лат. Prioninae) — небольшое реликтовое подсемейство усачей, включающее около 1000 видов, распространённых по всей Земле за исключением Арктики и Антарктики.
В ископаемом состоянии древнейшие представители группы известны из раннего мелового периода. Представители подсемейства — преимущественно крупные жуки длиной 20—178 мм, окрашенные в бурые, коричневые и чёрные тона. Активные в сумраке и ночью, часто прилетают на свет.
К этой группе относятся крупнейшие в мире жуки, например дровосек-титан (Titanus giganteus Linnaeus, 1771), достигающий в длину 17,8 см, а по неподтверждённым данным — даже 21—22 см, а также бразильский дровосек-большезуб (Macrodontia cervicornis), достигающий 16,5 см.

## Строение
Тело плоское, широкое, уплощённое.
Голова направлена прямо вперёд или под небольшим углом вниз, сзади висков без шеевидной перетяжки. Верхняя губа слабо развита и плохо заметна. Глаза, как правило, глубоко выемчатые или почковидные. Усики голые, без волосяного опушения, их базальные членики приближены к челюстям, а не к глазам, как у других подсемейств усачей. Усики самцов, большей частью, более длинные, чем у самок, и часто целиком иного строения. Переднегрудь имеет заострённый боковой край, часто с отдельными зубцами или шипами. Переднегрудь обычно с зазубренным, зернистым, остро-шероховатым, шиповатым наружным краем или с отдельными крупными зубцами.
Отсутствует косая бороздка на передних голенях.
Передние тазики сильно поперечные, что не характерно для других подсемейств.

## Распространение
Главным образом в неотропической области, хотя есть представители и во всех других областях. Большинство родов содержат всего по 1 виду, что указывает на вымирание этой группы. Бразильский Крупнозуб оленерогий (Macrodontia cervicornis) принадлежит к числу самых крупных представителей жуков: самец достигает 16 см длины (с челюстями). В России представлены родами Prionus (18 видов), Polyarthron (4 вида), Rhaesus (=Rhesus) (1 вид), Macrotoma (1 вид), Tragosoma (1 вид), Ergates (1 вид).
Дровосек-кожевник (Prionus coriarius) водится в Европе повсюду, где растут дубы, в гниющей древесине которых живёт его личинка. Усач-плотник (Ergates faber) распространён только в Средней Европе; личинка живёт в отмирающих хвойных деревьях, иногда попадается и на более здоровых деревьях (во Франции), нанося им вред. Закаспийский прион (Microarthron komarowi) водится в Закаспийской области; самка его представляет редкость и обладает чрезвычайно большим брюшком, далеко выдающимся за концы надкрылий.

## Систематика
Включает следующие трибы и роды:
- Acanthophorini
  - Acanthophorus Audinet-Serville, 1832
  - Anthracocentrus Quentin & Villiers, 1983
  - Bracheocentrus Quentin & Villiers, 1983
  - Ceratocentrus Aurivillius, 1903
  - Eotithoes Quentin & Villiers, 1983
  - Ommatomenus Higgins, 1869
  - Tithoes Thomson, 1864
- Aciderini
  - Acideres Guérin-Méneville, 1858
  - Ochrocydus Pascoe, 1876
- Aegosomatini
  - Aegolipton Gressitt, 1940
  - Aegosoma Audinet-Serville, 1832
  - Aerogrammus Bates, 1875
  - Baralipton Thomson, 1857
  - Cyanolipton Komiya, 2004
  - Dandamis Gahan, 1906
  - Dinoprionus Bates, 1875
  - Komiyasoma Drumont & Do, 2013
  - Megobaralipton Lepesme & Breuning, 1952
  - Megopis Audinet-Serville, 1832
  - Metaegosoma Komiya & Drumont, 2012
  - Nepiodes Pascoe, 1867
  - Palaeomegopis Boppe, 1911
  - Paradandamis Aurivillius, 1922
  - Oceanomegopis Komiya & Drumont, 2009
  - Rhineimegopis Komiya & Drumont, 2001
  - Spinimegopis Ohbayashi, 1963
  - Toxeutes Newman, 1840
  - Ziglipton Komiya, 2003
- Anacolini
  - Acanthocornis Monné & Monné, 2011
  - Allaiocerus Galileo, 1987
  - Anacolus Berthold, 1827
  - Atrocolus Monné & Monné, 2008
  - Biribellus Galileo, 1987
  - Calloctenus White, 1850
  - Casiphia Fairmaire, 1894
  - Chariea Audinet-Serville, 1832
  - Cycloprionus Tippmann, 1953
  - Episacus Waterhouse, 1880
  - Erythraenus Bates, 1875
  - Flabellomorphus Galileo & Martins, 1990
  - Galileoana Chemsak, 1998
  - Hovorelus Galileo & Monné, 2003
  - Hystatoderes Lameere, 1917
  - Myzomorphus Dejean, 1835
  - Neosarmydus Fisher, 1935
  - Nicias Thomson, 1857
  - Oideterus Thomson, 1857
  - Otheostethus Bates, 1872
  - Phaolus Pascoe, 1863
  - Piesacus Galileo, 1987
  - Poekilosoma Audinet-Serville, 1832
  - Prionapterus Guérin-Méneville, 1831
  - Psephactus Harold, 1879
  - Rhachicolus Galileo, 1987
  - Rhodocharis Lacordaire, 1869
  - Sarmydus Pascoe, 1867
  - Stolidodere Aurivillius, 1914
  - Ucai Galileo & Martins, 2009
  - Vietetropis Komiya, 1997
  - Xanthonicias Galileo, 1987
- Cacoscelini
  - Cacosceles Newman, 1838
  - Guedesia Ferreira & Veiga Ferreira, 1952
  - Notophysis Audinet-Serville, 1832
- Callipogonini
  - Apotrophus Bates, 1875
  - Cacodacnus Thomson, 1860
  - Callipogon Audinet-Serville, 1832
  - Chorenta Gistel, 1848
  - Ctenoscelis Audinet-Serville, 1832
  - Cubaecola Lameere, 1912
  - Hephialtes Thomson, 1864
  - Jamwonus Harold, 1879
  - Navosoma Blanchard, 1843
  - Orthomegas Audinet-Serville, 1832
  - Parachorenta Delahaye & Santos-Silva, 2016
  - Seticeros Perger & Santos-Silva, 2010
  - Spiloprionus Aurivillius, 1897
  - Stictosomus Audinet-Serville, 1832
- Calocomini
  - Calocomus Audinet-Serville, 1832
- Cantharocnemini
  - Cantharocnemis Audinet-Serville, 1832
  - Cantharoctenus Westwood, 1866
  - Sceleocantha Newman, 1840
- Closterini
  - Clesotrus Quentin & Villiers, 1974
  - Closterus Audinet-Serville, 183
  - Elaptoides Quentin & Villiers, 1974
  - Elaptus Pascoe, 1867
  - Parelaptus Lameere, 1915
  - Schizodontus Quentin & Villiers, 1974
  - Talupes Quentin & Villiers, 1974
- Ergatini
  - Apocaulus Quentin & Villiers, 1977
  - Callergates Lameere, 1904
  - Ergates Lameere, 1904
  - Elaptus Pascoe, 1867
  - Eudianodes Pascoe, 1868
  - Trichocnemis LeConte, 1851
- Eurypodini
  - Eurypoda Saunders, 1853
  - Hystatus Thomson, 1860
- Hopliderini
  - Afraustraloderes Bouyer, 2012
  - Derelophis Quentin & Villiers, 1972
  - Hoplideres Audinet-Serville, 1832
  - Hoplidosterus Gilmour, 1962
  - Pixodarus Fairmaire, 1887
- Macrodontiini
  - Acalodegma Thomson, 1877
  - Acanthinodera Hope, 1833
  - Ancistrotus Audinet-Serville, 1832
  - Chalcoprionus Bates, 1875
  - Macrodontia Latreille, 1830
- Macrotomini
  - Analophus Waterhouse, 1877
  - Anomophysis Quentin & Villiers, 1981
  - Anoplotoma Quentin & Villiers, 1973
  - Aplagiognathus Thomson, 1860
  - Arba Quentin & Villiers, 1977
  - Archetypus Thomson, 1860
  - Archodontes Lameere, 1903
  - Archotoma Quentin & Villiers, 1978
  - Aulacopus Audinet-Serville, 1832
  - Aulacotoma Quentin & Villiers, 1973
  - Bandar Lameere, 1903
  - Basitoxus Audinet-Serville, 1832
  - Brephilydia Pascoe, 1871
  - Chalybophysis Quentin & Villiers, 1981
  - Chiasmetes Pascoe, 1867
  - Cnemoplites Newman, 1842
  - Crossocnemis Quentin & Villiers, 1978
  - Cryptobelus Thomson, 1877
  - Curitiba Lameere, 1903
  - Diseoblax Quentin & Villiers, 1981
  - Droserotoma Quentin & Villiers, 1978
  - Dysiatus Pascoe, 1869
  - Erioderus Thomson, 1861
  - Glyphosoma Quentin & Villiers, 1973
  - Gnathonyx Pascoe, 1864
  - Hastertia Lameere, 1912
  - Hovatoma Lameere, 1912
  - Ialyssus Thomson, 1864
  - Lachneophysis Quentin & Villiers, 1978
  - Leiophysis Quentin & Villiers, 1973
  - Leiotoma Quentin & Villiers, 1978
  - Leontiprionus Quentin & Villiers, 1973
  - Lundgrenosis Quentin, 1985
  - Macrophysis Quentin & Villiers, 1981
  - Macrotoma Audinet-Serville, 1832
  - Mallodonhoplus Thomson, 1860
  - Mecosarthron Buquet, 1840
  - Microphysis Komiya & Drumont, 2008
  - Nataloma Ferreira & Veiga Ferreira, 1952
  - Navosomopsis Thomson, 1877
  - Neoma Santos-Silva, Thomas & Wappes, 2011
  - Nesopriona Quentin & Villiers, 1973
  - Ochropter Quentin & Villiers, 1973
  - Omotagus Pascoe, 1867
  - Paramacrotoma Ferreira & Veiga Ferreira, 1952
  - Parastrongylaspis Giesbert, 1987
  - Phlyctenosis Quentin & Villiers, 1973
  - Pingblax Komiya & Drumont, 2001
  - Platygnathus Audinet-Serville, 1832
  - Ponchelibius Komiya & Drumont, 2007
  - Prinobius Mulsant, 1842
  - Prionotoma Kolbe, 1894
  - Pseudoplites Lameere, 1916
  - Rodriguezius Quentin & Villiers, 1973
  - Sarothrogastra Karsch, 1881
  - Seabria Ferreira & Veiga Ferreira, 1952
  - Strongylaspis Thomson, 1860
  - Tagalog Hüdepohl, 1987
  - Teispes Thomson, 1864
  - Telotoma Quentin & Villiers, 1978
  - Tersec Lameere, 1912
  - Trichophysis Quentin & Villiers, 1973
  - Typoma Quentin & Villiers, 1978
  - Utra Jordan, 1895
  - Vandewegheia Bouyer & Susini, 2009
  - Xaurus Pascoe, 1867
  - Xixuthrus Thomson, 1864
  - Zooblax Thomson, 1877
- Mallaspini
  - Charmallaspis Galileo & Martins, 1992
  - Esmeralda Thomson, 1861
  - Hileolaspis Galileo & Martins, 1992
  - Insuetaspis Galileo & Martins, 1992
  - Mallaspis Audinet-Serville, 1832
  - Oropyrodes Galileo & Martins, 1992
  - Poecilopyrodes Galileo & Martins, 1992
  - Praemallaspis Galileo & Martins, 1992
  - Pyrodes Audinet-Serville, 1832
  - Scatopyrodes Galileo & Martins, 1992
- Mallodontini
  - Allomallodon Santos-Silva & Galileo, 2010
  - Hisarai Santos-Silva & Martins, 2005
  - Hovorodon Santos-Silva, Swift & Nearns, 2010
  - Mallodon Lacordaire, 1830
  - Neomallodon Linsley, 1957
  - Nothopleurus Lacordaire, 1869
  - Physopleurus Lacordaire, 1830
  - Protorma Waterhouse, 1880
  - Stenodontes Audinet-Serville, 1832
- Meroscelisini
  - Andinotrichoderes Tippmann, 1960
  - Anoeme Gahan, 1890
  - Delocheilus Thomson, 1860
  - Drumontiana Danilevsky, 2001
  - Eboraphyllus McKeown, 1945
  - Enneaphyllus Waterhouse, 1877
  - Howea Olliff, 1889
  - Hyleoza Galileo, 1987
  - Lasiogaster Gahan, 1892
  - Lulua Burgeon, 1931
  - Meroscelisus Audinet-Serville, 1832
  - Microplophorus Blanchard, 1851
  - Monodesmus Audinet-Serville, 1832
  - Nannoprionus Aurivillius, 1907
  - Polyoza Audinet-Serville, 1832
  - Prionoplus White, 1843
  - Quercivir Lameere, 1912
  - Rhipidocerus Westwood, 1842
  - Sarifer Kirsch, 1870
  - Sobarus Harold, 1879
  - Tragosoma Audinet-Serville, 1832
  - Trichoderes Chevrolat, 1843
- Prionini
  - Lobarthron Semenov, 1900
  - Mesoprionus Jakovlev, 1887
  - Monocladum Pic, 1898
  - Opisognathus Thomson, 186
  - Pogonarthron Semenov, 1900
  - Polyarthron Audinet-Serville, 1832
  - Prionus Geoffroy, 1762
  - Psalidognathus Gray, 1831
- Remphanini
  - Agrianome Thomson, 1864
  - Olethrius Thomson, 1861
  - Paroplites Lameere, 1903
  - Remphan Waterhouse, 1836
  - Rhaesus Motschulsky, 1875
  - Rhaphipodus Audinet-Serville, 1832
  - Samolethrius Vitali, 2008
  - Ulogastra Lansberge, 1884
- Solenopterini
  - Andinotrichoderes Tippmann, 1960
  - Derancistrachroma Lingafelter, 2015
  - Derancistrus Audinet-Serville, 1832
  - Elateropsis  Chevrolat, 1862
  - Holonotus Thomson, 1861
  - Prosternodes Thomson, 1861
  - Solenoptera Audinet-Serville, 1832
  - Sphenostethus Haldeman, 1848
- Tereticini
  - Aesa Lameere, 1912
  - Bouyerus Drumont, 2007
  - Tereticus Waterhouse, 1879
- Vesperoctenini
  - Vesperoctenus Bates, 1891

## Известные виды
- Acutandra murrayi
- Aegosoma scabricorne
- Agrianome spinicollis
- Anthracocentrus arabicus
- Callipogon relictus — Реликтовый дровосек, или реликтовый усач, или уссурийский реликтовый усач, или уссурийский реликтовый дровосек
- Cantharocnemis kraatzi
- Ctenoscelis ater
- Eurypoda antennata
- Eurypoda batesi
- Hephialtes ruber
- Ialyssus tuberculatus
- Macrodontia cervicornis — Бразильский дровосек-большезуб
- Mallodonopsis mexicanus
- Paroplites australis
- Paroplites edwardsii
- Rhaesus serricollis — Зубчатогрудый дровосек, или усач-резус
- Spinimegopis cingalensis
- Seticeros aquilus
- Toxeutes arcuatus
- Titanus giganteus — Дровосек-титан